# Битка код Новог Пазара (1876)
Битка на Новом Пазару (вођена 6-8. јула 1876) била је део краткотрајне српске офанзиве на самом почетку Првог српско-турског рата. Јединице левог крила српске Ибарске војске напале су турске утврђене положаје на прилазима Новом Пазару (код манастира Ђурђеви Ступови) и Косовској Митровици, али су потучене и одбачене на границу, после чега је читава српска Ибарска војска остала у дефанзиви све до краја рата.

## Позадина

### Супротстављене снаге и планови
Према ратним плановима Ратног савета Кнежевине Србије, Ибарска војска која је почетком јула 1876. сконцентрисана у Ивањици и на планини Јавору (јачине 8 бригада - 31 батаљон - српске народне војске, у свему око 24.000 бораца са 60 топова) имала је задатак да првог дана рата пређе границу и главнином снага нападне Сјеницу, левим крилом нападне Нови Пазар, а десним крилом продре према Вишеграду, како би створила везу са Црном Гором. Овај план био је сувише компликован и амбициозан: српске снаге биле су растурене на фронту ширине преко 150 км, подељене у више колона које се међусобно нису могле помагати и биле су слабе свуда. При томе, само половину српских снага (4 бригаде прве класе) чиниле су трупе прве класе, униформисане и наоружане модерним пушкама острагушама (Пибоди и Грин), које су сматране способним за офанзивно ратовање. Остатак (4 бригаде друге класе) сматран је резервним трупама, и био је наоружан застарелим пушкама спредњачама (руским и белгијским). Према њима, код Сјенице и Нове Вароши стајало је око 15.000 Турака под командом Муктар-паше, и око 18.000 код Новог Пазара, под командом Мехмед Али-паше. Сви турски војници изузев башибозука били су наоружани модерним пушкама острагушама (Мартини-Хенри, Снајдер и Винчестер), знатно бољим од српских, тако да су турске јединице имале знатно већу ватрену моћ од српских.

### Поход на Нови Пазар
Док је главнина Ибарске војске, која је кренула на Сјеницу, потучена 6. јула у бици на Калипољу, лева колона, под командом пуковника Илије Чолак-Антића, упућена је на Нови Пазар. Лева колона Ибарске војске, састављена од две бригаде народне војске (Чачанске бригаде прве и друге класе), једног ескадрона коњице, једне брдске и једне мерзерске батерије (9 батаљона пешадије и 12 топова), кренула је из Ивањице 3. јула. После два дана марша колона је 5. јула заноћила у селу Градац на око 15 км северозападно од Рашке, одакле је сутрадан ујутро, подељена у 4 одреда, предузела наступање главним снагама према Новом Пазару, а помоћним према Рашкој и Косовској Митровици.
План напада на Нови Пазар био је, према малом броју (највише око 6.000 бораца) и слабој обучености српске чачанске војске, сувише компликован. Малобројна српска војска била је подељена у чак 4 одреда:
- један батаљон са 4 топа упућен је да ослободи Рашку, а затим се придружи главнини.[1]
- лево крило под командом капетана Михаила Илића (3 и по батаљона са 4 топа) упућено је да пресече пут између Новог Пазара и Косовске Митровице и спречи долазак турских појачања.[1]
- два батаљона са једним брдским топом упућена су да нападну турско утврђење у Ђурђевим ступовима, како би везала турске снаге на тој страни.[1]
- главнина под командом бригадира Илије Чолак-Антића (2 батаљона прве класе и 3 батаљона друге класе са 7 брдских топова) имала је да нападне Нови Пазар након што помоћне колоне одвуку турске трупе и вежу их за себе.[1]

## Битка

### Ослобођење Рашке
Одред упућен долином Ибра (карановачки батаљон прве класе и бригадна брдска батерија под командом поручника Стојана Николајевића) заузео је турску караулу код Рашке коју је бранила једна чета низама и ослободио варошицу, која је у то време имала 50-60 кућа и неколико дућана. Ту је заноћио, а сутрадан је кренуо да се придружи главнини код Новог Пазара.

### Напад на Нови Пазар
У међувремену, главнина чачанске војске је 5/6. јула заноћила код села Аништа: Драгачевски батаљон прве класе, који је био у претходници, заспао је не поставивши страже, као на својој земљи: после поноћи турски граничари су се увукли у логор и одсекли 11 глава, без губитака са турске стране. Упркос томе, чачанска војска је ујутро 6. јула кренула преко границе, али је задржана отпором турских граничара из караула на Змијаку и Голици, који је савладан тек око до 13 часова, после чега је српска војска прешла на десну обалу Рашке и наставила према селу Цоковићу изнад Новог Пазара. Верујући да су војници преморени, бригадир је одложио напад на Нови Пазар за сутрадан, и послао наређење капетану Илићу да нападне турска утврђења јужно од града, како би одвукао турске снаге на ту страну. Међутим, напад следећег дана (7. јула) свео се на покушај студеничког и трнавског батаљона прве класе, ојачаних ескадроном коњице и једни брдским топом, да заузму рушевине манастира Ђурђеви Ступови, где су се Турци јако утврдили са једним батаљоном низама и једним тешким топом, који је издалека тукао српску пешадију. Пошто је главнина са бригадиром на вису изнад града само пасивно посматрала ток борбе, Турци су несметано пребацили појачања (још 2 батаљона) из Новог Пазара и успели да потисну Студеничане, који су се после 4 сата борбе повукли на границу.
Следећи покушај напада према Новом Пазару, предузет 8. јула, завршио се паничним одступањем. Док су три мања одреда вршила демонстративне (привидне) нападе против турских положаја североисточно од Новог Пазара, главнина је мирно посматрала са виса изнад Цоковића како се турска војска постројава испред новопазарске касарне. Да би узнемирио Турке, бригадир Чолак-Антић је наредио да брдска батерија отвори ватру на њих. Али како су брдски топови били ван домашаја, неефикасна топовска паљба је охрабрила Турке који су кренули у противнапад. Чим је видео да се Турци развијају за напад, Чолак-Антић је са својом пратњом побегао у правцу Рашке: бекство команданта изазвало је панику код простих војника, који су у нереду нагрнули да беже преко границе, натраг у Србију.

### Диверзија ка Косовској Митровици
На левом крилу чачанске војске, јак одред под командом капетана Михаила Илића (два јошаничка батаљона, један студенички и пола карановачког са 4 брдска топа) упућен је да пресече пут између Новог Пазара и Косовске Митровице и спречи долазак турских појачања. Одред је по наређењу бригадира Чолак-Антића 3. јула прешао границу код Јариња и кренуо уз Ибар: 5. јула је код села Кошуте (јужно од села Сочаница) на излазу из Ибарске клисуре разбио један турски одред (пола батаљона низама и 500 Арнаута), а сутрадан је на улазу у клисуру одбио напад око 10.000 башибозука из Косовске Митровице. 7. јула је по наређењу бригадира Чолак-Антића прешао Ибар и напао турска утврђења на Кадијачи, огранку планине Рогозне, око 15 км јужно од Новог Пазара на главном друму за Косовску Митровицу, како би олакшао главни напад на Нови Пазар, али је после тешке борбе одбијен на другу страну Ибра. 9. јула покушао је још једном да продре према Косовској Митровици, али је код села Лепосавића потиснут од далеко надмоћнијих турских снага. Пошто је у међувремену главнина чачанске војске већ одступила у Србију, Илићев одред се у реду повукао на Јариње, на границу.

## Последице
После битке нижи официри чачанске војске планирали су да свргну са дужности бригадира Чолак-Антића, чију су пасивност и кукавичлук кривили за пораз и расуло у војсци, али нису прешли са речи на дело. После повлачења на границу, чачанска војска остала је у дефанзиви  код Рашке све до 22. јула, када је кренула на Јавор по наређењу команданта Ибарске војске, генерала Фрање Заха.